# コタパンジャンダム
コタパンジャンダム(PLTA Koto Panjang)は、インドネシアスマトラ島中部リアウ州プカンバル郊外に位置する水力発電用のダム。

## 概要
西スマトラ州を流れるカンパル川上流に日本のODAにより1979年に建設が開始され、1996年に完成し、1997年より発電が開始された。出力114MW（38MW×3基）だが、乾季には60MWまで下がる。
州都プカンバルから約87キロ、カムパル県の県都バンキナンから約20キロのところにあり、両都市からコタパンジャンダム行きのバスが出ている。広大な湖ではティラピアや鯉などの養殖がおこなわれている。Mancing Mania（インドネシア語で「釣りキチ」）に人気のスポットでもあり、手漕ぎボートかポンポン船を借りて魚釣りができるほか、レストランやお土産屋などもある。

## ダムに関する訴訟
地域住民への補償などが満足に行われていないことがNGOなどによってアピールされることにより、日本国内でも存在が知られるようになった。なお、日本政府はPLTA Koto Panjangを日本語でコタパンジャンダムと表記しているが、後述するダムに関連する訴訟を支援した団体は、同ダムをコトパンジャンダムと表記している。
住民の立ち退き補償が不完全であり生活基盤が損なわれたことや、本来、水没する予定ではない村がダムの湛水後に冠水するなどの被害が発生。2002年には、3,861名の地域住民（後に8,000人超に拡大し、動物も含まれた）が日本政府、国際協力事業団、設計コンサルタント会社らを相手取り、原状回復の費用など約419億円の補償を求める訴訟を東京地方裁判所に起こした。2009年9月10日の判決では、住民の移住や補償の問題は援助を受けたインドネシアの内政上の問題で、日本政府などは住民への法的義務を負わないと判断し、原告側の請求を退けている。